# Reggenza di Jember
La reggenza di Jember (in indonesiano: Kabupaten Jember) è una reggenza dell'Indonesia, situata nella provincia di Giava Orientale.